# Fernando Hernández (misionero)
Fernando Hernández (Ledesma, Salamanca, 8 de abril de 1959-Burkina Faso, 17 de mayo de 2019) fue un sacerdote católico español y misionero salesiano asesinado en Burkina Faso.

## Biografía
Tras el desplazamiento de su familia a Guipúzcoa, estudió Formación Profesional y más adelante Filosofía y Teología. Se ordenó como sacerdote en Santander e inmediatamente fue enviado a Benín como misionero.
Formaba parte de la Inspectoría Salesiana de África Occidental Francófona (AFO), como personal técnico debido a su experiencia en el ámbito de la Formación Profesional, motor del desarrollo social en los países africanos. El sacerdote era vicario y ecónomo, y ejercía la dirección de una casa para los muchachos que estudian en la Escuela Profesional  Salesiana y en otras escuelas de la ciudad. Fernando Hernández también atendía un prenoviciado, una parroquia, un oratorio, una escuela profesional y una casa de acogida.
El sacerdote fue asesinado en la casa salesiana de Bobo Diuoulasso, en Burkina Faso, mediante arma blanca. Un cocinero que había sido despedido un año antes se abalanzó sobre él, produciéndole heridas mortales. También fue herido de gravedad el sacerdote Germain Plakoo-Mlapa, quien había estado presente en el asesinato del misionero salesiano Antonio César Fernández, por parte del terrorismo yihadista en Burkina Faso.